# Jens Vellev
Jens Vellev (født 14. august 1945) er en dansk middelalderarkæolog og lektor emeritus ved Afdeling for Middelalder- og Renæssancearkæologi, Aarhus Universitet. Han ejer Forlaget Hikuin.

## Karriere
Jens Vellev blev født i Viborg i 1945 og påbegyndte i 1965 studier ved Forhistorisk Arkæologi ved Aarhus Universitet. I 1972 var han blandt de første studerende i det nyoprettede fag middelalderarkæologi. I 1969-1970 og fra 1972 var han med til arkæologiske udgravninger i hhv. Abu Dhabi og Oman. Han grundlagde forlaget Hikuin i 1974. I 1979 blev han cand.mag. samme sted på en afhandling om den romanske Viborg Domkirke. Han var ansat på Viborg Stiftsmuseum fra 1985 til 1987. I 1990 begyndte han et projekt om salt og saltudvinding, hvilket i 1998 endte med åbningen af Danmarks Saltcenter i Mariager.
I 1994 var han idemanden bag Middelalder 99, der var et nationalt kulturår, hvor museer og andre kulturinstitutioner fokuserede på middelalderen. I alt blev der arrangeret over 1.300 events og udgivet 80 bøger med afsæt i middelalderåret, og projektet skabte langt større interesse end tidligere forsøg på at markedsføre bestemte tidsperioder. Han er ligeledes initiativtager til Renæssanceåret i 2006.
Han har udgivet mange artikler og bøger om middelalderarkæologiske emner som romansk stenkunst, kirkearkæologi, og renæssancens saltproduktion. Han er redaktør på bogserien Vejledning til danske kirker udgivet af Hikuin.
Han har forestået arbejdet med at genåbne Tycho Brahes grav i Prag i november 2010.
Han blev i maj 2016 udnævnt til æresdoktor ved Lunds Universitet.

## Hæder
- 1984 Tessinprisen ved "Fonden for dansk bygningskultur"
- 1989 G.E.C. Gads Fonds hædersgave
- 1992 Fords Initiativpris
- 1992 Charles Christensens Legat ved "Det Kongelige Nordiske Oldskriftselskab"[7][8]
- 2008 Aarhus Universitets Forskningsformidlingspris
- 2008 Udnævnt til Ridder af Dannebrogordenen
- 2016 Æresdoktor ved Lunds Universitet

### Artikler
- Jens Vellev (29. november 2003), "Sct. Jørgenskapellet ved Spidlegård på Bornholm", Hikuin, 30 (30): 25-62, Wikidata  Q106247960